# Olaf Lauströer
Olaf Lauströer (* 1962 in Beckum) ist ein deutscher Architekt und Hochschullehrer.

## Leben
Olaf Lauströer studierte von 1983 bis 1989 Architektur an der Fachhochschule Münster. Von 1989 bis 1993 war er als freier Mitarbeiter u. a. in den Architekturbüros Ortner & Ortner Baukunst in Wien und Haus-Rucker-Co. in Düsseldorf tätig. 1993 bis 1998 arbeitete er als Architekt mit eigenem Büro in Düsseldorf. Lehrtätigkeiten übte er von 1995 bis 1996 in der Klasse Räumliches Gestalten an der Wiener Kunstschule und von 1995 bis 1996 am Fachbereich Architektur/Innenarchitektur der Fachhochschule Düsseldorf aus. Von 1998 bis 2005 war er als Professor für Entwerfen am Fachbereich Architektur an der Fachhochschule Münster tätig und lehrt seit 2005 als Professor für Architektur und Raumgestaltung an der Hochschule für Bildende Künste Dresden. Lauströer wurde 2010 zum Vorsitzenden der Kunstkommission der Landeshauptstadt Dresden berufen. Er lebt in Dresden.
Seit 2013 ist Lauströer Mitglied der Sächsischen Akademie der Künste und  leitet seit Juni 2014 als Sekretär den Bereich Baukunst der Akademie.

## Bauten und Projekte u.a.
- 1994 Fugindo a Hitler e ao Holocausto: refugiados em Portugal entre 1933-1945. Ausstellungsprojekt im Auftrag des Goethe-Institut Lissabon
- 2000 Jugendbibliothek medien@age, Prager Straße Dresden
- 2010–12 Lingner-Mausoleum Dresden, Sanierung und Konservierung
- 2011/12 spatial turn, Beitrag zur Ausstellung auxiliary constructions / Behelfskonstruktionen Kunsthaus Dresden